# Campania din insulele Solomon

Campania din insulele Solomon a fost o campanie militară majoră pe teatrul de război din Pacific în cel de-Al Doilea Război Mondial. 
Campania a început prin atacul, debarcarea japonezilor în primele luni ale anului 1942, care au ocupat câteva insule din Insulele Solomon și Bougainville din Noua Guinee. 
Japonezii după ocuparea acestor insule au început să construiască baze navale și aeriene pentru a proteja flancul ofensivei japoneze în Noua Guinee și totodată să întrerupă liniile de aprovizionare dintre Aliați: SUA, Australia și Noua Zeelandă. 
Aliații, în scopul de a-și apăra liniile de comunicare și de aprovizionare în Pacificul de Sud, au organizat o contraofensivă în Noua Guinee, izolând baza japoneză de la Rabaul, și  contraatacând japonezii din insulele Solomon, cu debarcare în Guadalcanal (a se vedea Campania din Guadalcanal) și mici insule învecinate pe 07 august 1942. Aceste debarcări au dat naștere la o serie de lupte pe aer, mare și sol între cei doi adversari, începând cu debarcarea în Guadalcanal și continuând cu mai multe lupte în insulele centrale și de nord din Solomon, și în jurul insulelor Noua Georgie și Bougainville.
În această campanie de uzură purtată pe uscat, pe mare și în aer, Aliații au reușit să provoace japonezilor pierderi mari, de neînlocuit. Aliații au recucerit o parte din Insulele Solomon (deși rezistența japoneză a continuat până la sfârșitul războiului), și de asemenea, au izolat și neutralizat unele poziții japoneze, care au fost apoi ocolite. Campania din Insulele Solomon a continuat apoi cu Campania Noua Guinee.

## Contextul

#### Contextul strategic
La data de 07 decembrie 1941, după ce a eșuat rezolvarea pașnică a disputei Statelor Unite cu privire la acțiunile Japoniei în China și Indochina Franceză, japonezii au atacat flota SUA din Pacific, la Pearl Harbor, în Hawaii. Atacul a avariat grav cele mai multe nave de luptă americane din Pacific a flotei americane și a declanșat o stare formală de război între cele două națiuni. Atacurile asupra posesiunilor Imperiului Britanic din Pacific, începând cu un atac asupra Hong Kong-ului, aproape simultan cu atacul de la Pearl Harbor, a introdus Marea Britanie, Australia și Noua Zeelandă în conflict. La lansarea acestui război, liderii japonezi au încercat să neutralizeze flota SUA, să profite de posesiunile bogate în resurse naturale, și să obțină baze militare strategice pentru a-și apăra imperiul întins. În ordinul secret Flotei Combinate a Marinei japoneze Nr.1 din 1 noiembrie 1941, obiectivele campaniilor inițiale japoneze în războiul iminent au fost "(scoatere) britanicilor și americanilor din Indiile Olandeze Indiile și Filipine, (și) pentru a stabili o politică de independența economică și autoîntreținere."
Imperiul din Japonia îndeplinit obiectivele sale strategice inițiale în primele șase luni ale războiului capturând Filipinele, Thailanda, Malaezia, Singapore, Indiile de Est Olandeze, insula Waka, Insulele Gilbert, și Guam. Un obiectiv japonez a fost de a stabili un perimetru defensiv eficient de la Indiile Britanice, spre vest, prin Indiile Olandeze de Est pe partea de sud, și până la bazele de pe insulele din Pacificul de sud și centrală ca linie de apărare în sud-est. 
Cea mai puternică bază de apărare din Pacificul de Sud a armatei și marinei japoneze a fost la Rabaul, Noua Britanie, care a fost capturat în ianuarie 1942. În martie și aprilie forțele japoneze au ocupat și au început construirea unui aerodrom la Buka în nordul Bougainville, precum și un aerodrom și o bază navală la Buin, în sudul Bougainville. 

#### Avansul trupelor japoneze în insulele Solomon

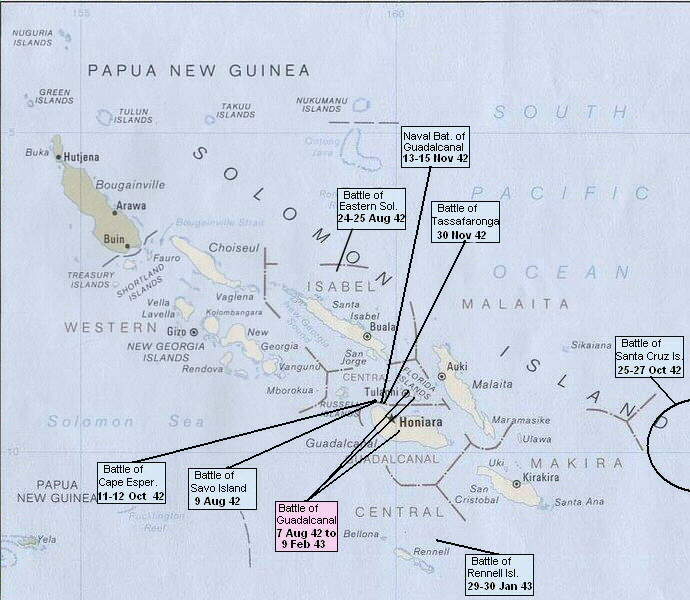
Prima fază a campaniei din insulele Solomon. Noua Guinee și Rabaul, care nu se văd pe hartă se găsesc la est de Bougainville.
Bătăliile navale sunt desenate cu albastru, cele terestre cu roșu.

În aprilie 1942, armata japoneză și marina împreună inițiat Operațiunea Mo, un plan comun de capturare a Portului Moresby din Noua Guinee. De asemenea, parte a planului a fost o operațiune a Marinei Imperiale de a captura Tulagi în Solomon de sud. Obiectivul operațiunii a fost pentru japonezi de a extinde perimetrul sudic și de a stabili baze pentru a sprijini viitoarele avansuri pentru a cuceri Nauru, Noua Caledonie, insulele Fiji și Samoa și prin urmare, să reducă lungimea liniilor de aprovizionare dintre Australia și Statele Unite ale Americii, cu scopul de a reduce sau elimina Australia ca amenințare a pozițiilor japoneze din Pacificul de Sud. Marina Imperială Japoneză a propus, de asemenea, o viitoare invazie a Australiei, dar armata a răspuns că nu dispune în prezent de suficiente trupe pentru a sprijini o astfel de operațiune . 
Forțele navale japoneze au capturat cu succes Tulagi, dar invazia Portului Moresby a fost respinsă în Bătălia din Marea Coralilor. La scurt timp după aceea, Marina japoneză a stabilit garnizoane mici pe alte insule nordice și centrale ale arhipelagului Solomon. O lună mai târziu,  Flota Japoneză Combinată a pierdut patru dintre portavioanele sale în Bătălia de la Midway. 
Aliații au contracarat amenințările la adresa Australiei printr-o o concentrare de trupe și avioane,  cu scopul de a plănui atacul și recucerirea Filipinelor. În martie 1942 amiralul Ernest King, pe atunci comandantul Flotei SUA, a pledat pentru un atac de la Noile Hebride prin Insulele Solomon către Arhipelagul Bismarck. 
După victoria de la Midway, generalul Douglas MacArthur, care a primit comanda trupelor din Pacificul de Sud-Vest, a propus un atac fulgerător pentru a reocupa Rabaul, pe care japonezii l-au fortificat și îl foloseau ca bază pentru operațiuni. 
Marina Statelor Unite a susținut o abordare mai graduală, pornind de la Noua Guinee și avansând spre insulele Solomon. 
Aceste propuneri concurente au fost rezolvate de către amiralul King și șeful de stat major, generalul George C. Marshall, care a adoptat un plan cu trei obiective. 
- Primul obiectiv era capturarea insulei Tulagi din insulele Solomon.
- Al doilea obiectiv a fost un avans de-a lungul coastei Noii Guinee.
- Cel de-al treilea obiectiv a fost capturarea capitalei provinciale Rabaul din Papua Noua Guinee.

Primul obiectiv a fost implementat de o directivă a Șefului de stat major la 2 iulie 1942, dând operațiunii numele de Operation Watchtower, care a devenit campania din Insulele Solomon.

## Campania

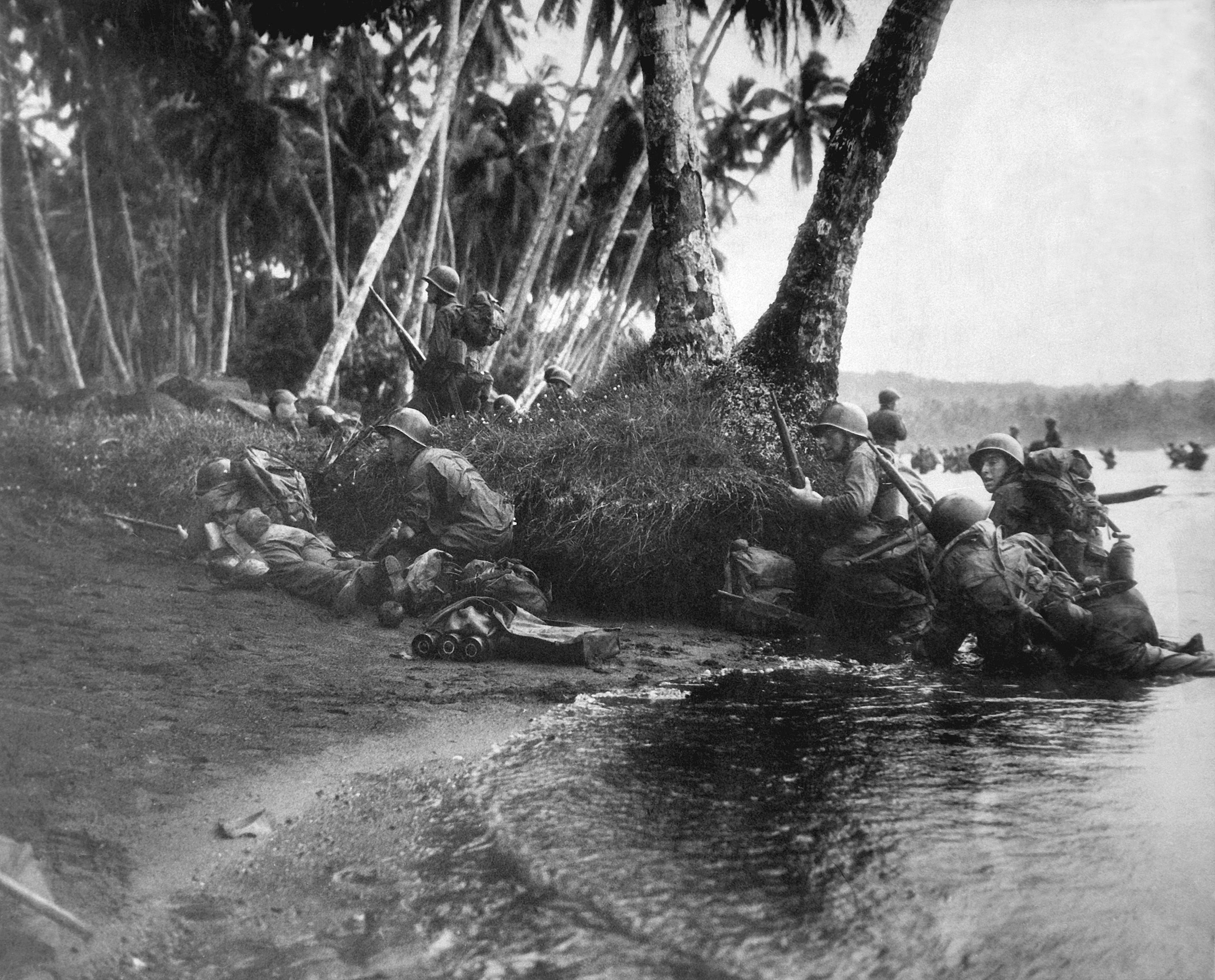
Marinarii americani debarcă pe insula Rendova, ca parte a ofensivei americane în insulele Solomon

Aliații au creat o formațiune de aer combinat, Cactus Air Force, de instituire a superiorității aeriane în timpul zilei. Japonezii apoi recurs la misiuni de aprovizionare nocturne pe care le-au numit "Rat Transportation" (și aliații "Tokyo Express" ), printre insulele Solomon (New Georgia Sound, "Slot"). 
Multe bătălii s-au purtat în încercarea de a opri aprovizionarea japonezilor. Atât de multe nave au fost pierdute de ambele părți în timpul campaniei Guadalacanal că zona de nord de Guadalcanal , a devenit cunoscut sub numele de "Ironbottom Sound".
Succesul aliaților în campania din Insulele Solomon au împiedicat japonezii să izoleze Australia și Noua Zeelandă de SUA. Operațiunea Cartwheel pentru campaniile Solomons și Noua Guinee a fost lansat pe 30 iunie 1943, care a izolat și neutralizat Rabaul și a distrus o mare parte din flota și supremația aeriană japoneză. Acest lucru a deschis calea pentru forțele aliate să recâștige Filipine și a tăiat Japonia de resursele sale esențiale de materii prime din în Indiile de Est Olandeze.
Campania Solomons a culminat în luptele de multe ori amare al Campaniei Bougainville, care a continuat până la sfârșitul războiului.